# Guy Montserret
Guy Jacques Montserret (24 de junio de 1935-26 de noviembre de 2014) fue un deportista francés que compitió en natación. Ganó una medalla de plata en el Campeonato Europeo de Natación de 1954, en la prueba de 4 × 200 m libre.

## Palmarés internacional
| Campeonato Europeo | Campeonato Europeo | Campeonato Europeo | Campeonato Europeo |
| Año                | Lugar              | Medalla            | Prueba             |
| ------------------ | ------------------ | ------------------ | ------------------ |
| 1954               | Turín (Italia)     | Medalla de plata   | 4 × 200 m libre    |